# 点子ちゃんとアントン
『点子ちゃんとアントン』（てんこちゃんとアントン、原題：Pünktchen und Anton）は、1931年に発表されたエーリッヒ・ケストナーによるドイツの児童文学、およびそれを原作とする映画作品。
1936年に高橋健二による最初の日本語訳が出て以降、数多くの訳書が出版されているが、高橋または池田香代子の訳が広く読まれている。ケストナー全集として色紙を使ったハードカバーの豪華装丁版と新書サイズ版が存在する。

## 解説
金持ちの家の女の子である点子と、貧しい家の少年アントンの友情を通して、2人やその家族模様を描く物語。それぞれの章の末尾には「立ち止まって考えたこと」（"Nachdenkereien", 高橋訳では「反省」）と題した文章が添えられており、ケストナー自身が大人の目線で登場人物に対する考察を付け加えている。
「点子」(Pünktchen) という名前は、点 (Punkt) のように小さな子という意味。語尾の「chen」は、ドイツ語の名詞の語尾に付けて「小さなもの、愛らしいもの」を示す縮小辞である。

## あらすじ

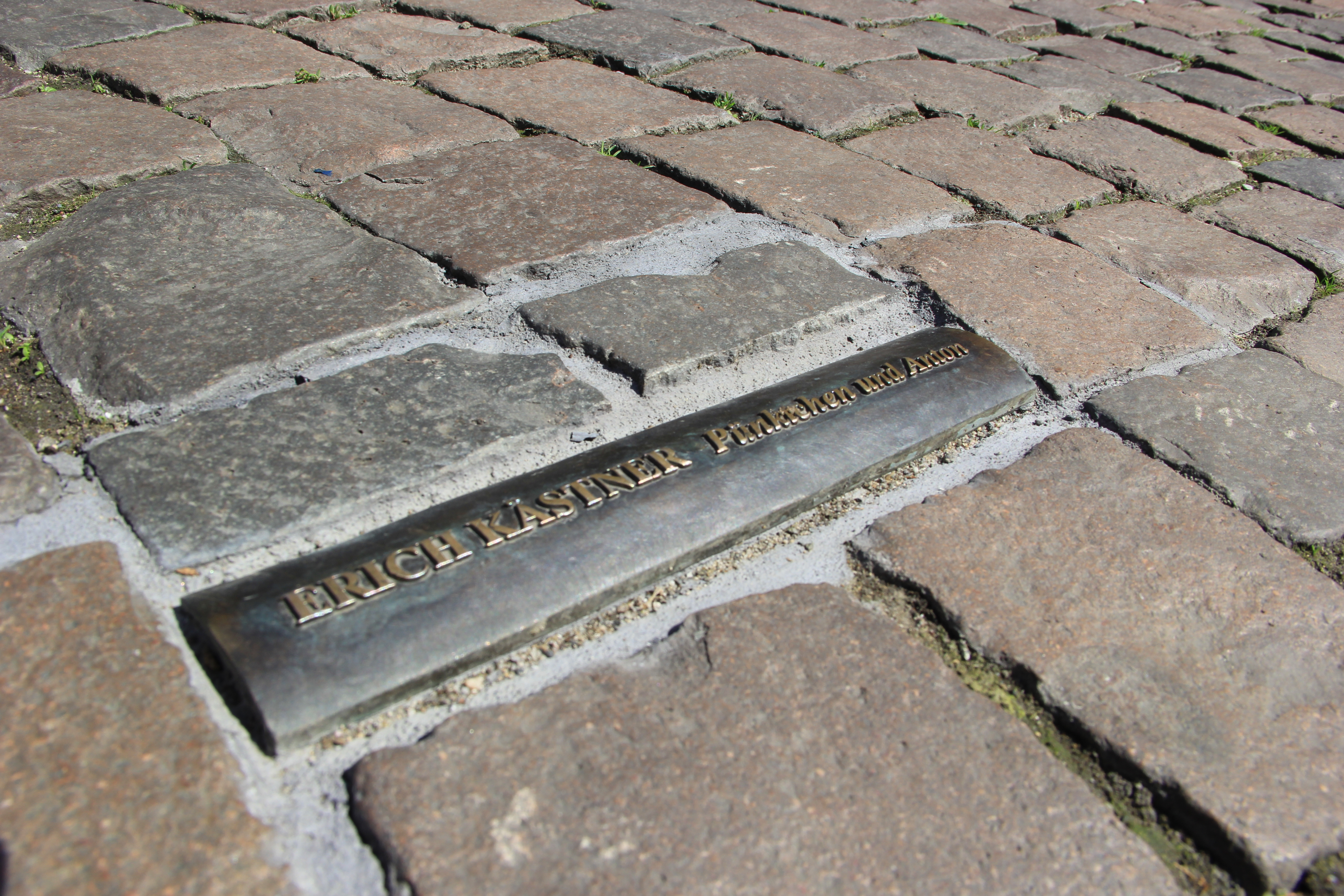
焚書記念碑、ボン

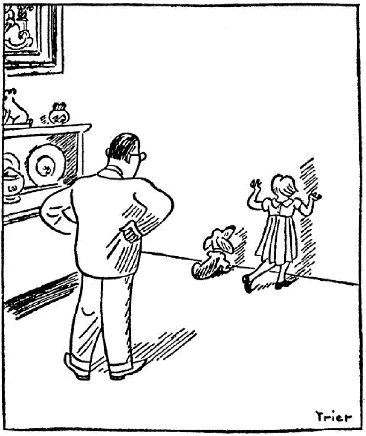
ウォルター・トリアーによる絵(1931)

ベルリンに暮らすルイーゼ・ポッゲは点子というあだ名で呼ばれている女の子。父親のポッゲはステッキ工場を経営しており、暮らし向きは裕福である。しかし父はいつも仕事で忙しく、点子の母・ポッゲ夫人もパーティだ観劇だと毎日遊び歩いていて、二人とも家庭のことはほとんど顧みていない。点子の話し相手といえば、住み込みの養育係であるアンダハト、家政婦のベルタ、それに飼い犬のダックスフント・ピーフケくらいである。
そんな点子にはアントン・ガストという男の子の友だちがいる。アントンは母子家庭で、母親は病気で寝たり起きたりの生活が続いているため、彼が代わりに何から何まで家事をこなしているのだった。アントンの家に遊びにいった点子は、アントンが鮮やかな手つきで料理をしてみせる姿にすっかり感心する。
ある晩、点子はアンダハトと一緒に変装してこっそり家を抜け出した。二人で盲目の母親とその小さな娘に扮して、路上でマッチ売りをするのである。アンダハトの彼氏であるローベルトは甲斐性のない男で、点子もアンダハトが貢ぐ手伝いをしているのである。しかし、点子たちがこんなことをしているということは、もちろん両親は知らない。点子たちのいる道の向かい側ではアントンが靴ひもを売っている。彼は病気の母親に代わってこっそり働いて家計を支えているのである。
学校では、最近アントンの成績がはかばかしくない、しかも授業中に居眠りまでしていることが問題となり、担任のブレムザー先生がアントンの母親に手紙を書くという。点子はブレムザー先生にかけあい、ガスト家の事情を話して手紙を書くことを思い留まらせた。またアントンの自尊心を傷つけるので自分が事情を話したことは明かさないようにと注意する。
やがてある日、ポッゲは門番の息子ゴットフリート・クレッパーバインの情報で、街角で自分の娘とその養育係がマッチ売りをしているところを発見した。オペラ鑑賞中のところを劇場から連れ出されたポッゲ夫人も、ことの真相を知って驚愕する。
ちょうどその頃ポッゲ邸では、家の中に入り込もうとしていた泥棒をベルタが棍棒でノックアウトしていた。この泥棒こそ、アンダハトの彼氏ローベルトであった。彼はアンダハトをそそのかして邸内の見取り図を事前に入手していたのだが、アンダハトから家の鍵を受け取るところをアントンに目撃され、目論見は失敗に終わったのである。間もなく通報を受けた警察が駆けつけ、ローベルトを逮捕、連行する。
騒動がおさまった後、ポッゲはアントンへの礼として、アンダハトを解雇し代わりに今後はアントンの母親が住み込むこと、アントンにも部屋を用意すること、つまりこれからはみんな一緒に暮らせるということを提案するのだった。

## 映画版
ドイツで1953年と1999年の2度映画化されている。
後者は日本でも2001年に恵比寿ガーデンシネマで劇場公開された。舞台がベルリンからミュンヘンになったほか、登場人物のアンダハトがフランスからの留学生・ロランスに変更されている。またポッゲ氏の職業が外科医、ポッゲ夫人はボランティア活動で忙しいという設定になったり、アントンがお金を稼ぐ手段もアイスクリーム屋でのアルバイトになったりと、時代の変化に合わせた脚色がされているほか、原作では無名であるアントンの母・ガスト夫人にもファーストネームがついている。

### キャスト（1999年版）
| 役名                             | 俳優                   | 日本語吹替 |
| -------------------------------- | ---------------------- | ---------- |
| ルイーゼ（点子）                 | エレア・ガイスラー     | 古川裕美   |
| アントン                         | マックス・フェルダー   | 渡辺悠     |
| ベッティーナ・ポッゲ（点子の母） | ユリアーネ・ケーラー   | 堀越真己   |
| リヒャルト・ポッゲ（点子の父）   | アウグスト・ツィルナー | 石井隆夫   |
| エリー・ガスト（アントンの母）   | メーレト・ベッカー     | 原日出子   |
| ロランス（点子の家庭教師）       | シルヴィー・テステュー | 落合るみ   |
| ベルタ（お手伝い）               | グードルーン・オクラス | 秋元千賀子 |

- その他の声の吹き替え：村田貴輝／石田隼人／河野智之／西村知道／御友公喜／海老原英人／田中結子／佐藤晴男

## その他のメディア展開
2009年にドイツ人漫画家のイザベル・クライツ (Isabel Kreitz) によってコミカライズされている。
舞台芸術では、2011年に『Pünktchen trifft Anton』（点子ちゃん、アントンと出会う）の題でベルリンで舞台公演が行われた。この舞台化では、ガスト母子はベラルーシ出身の不法滞在者、点子は裕福な不動産業者の娘であるという設定であった。また、2010年5月に子ども向けオペラとして『Pünktchen und Anton』の題でウィーン国立歌劇場で上演されたほか、2014年9月にはボンでミュージカル公演が行われた。